# Alvará régio

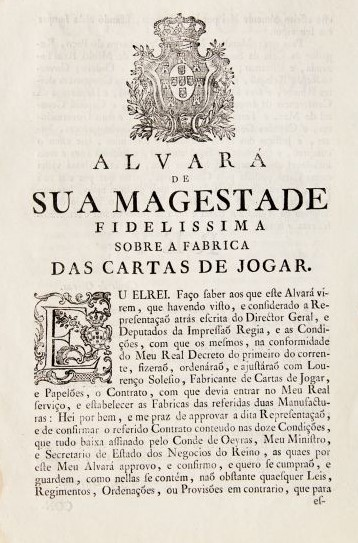
Alvará régio português do ano de 1769.

O alvará régio é um termo jurídico antigo usado para designar um edito real. Pode ser interpretado e caracterizado como uma licença real ou decreto régio em um estado tipicamente absolutista, de uma monarquia ou de um império. Durante o período do Brasil colonial e em vários períodos da história de Portugal, os reis ou regentes fizeram uso deste edito para governar.

## Etimologia
A palavra alvará é originária do árabe, al-bará, significando carta ou cédula. Um alvará pode ser entendido como um diploma ou licença passado por uma autoridade oficial que confirma direitos de alguém ou se concede privilégios a particulares para exploração de determinados serviços.
A etimologia da palavra régio vem do latim, regìu, que significa pertencente ou relativo ao rei, à realeza, próprio do rei, referente ao reino.

## Exemplos históricos
Uso do álvara régio como edito real:
- 1647: Em 10 de fevereiro, por alvará régio, D. João IV confirma a criação da Paróquia Nossa Senhora da Apresentação em Irajá, no Rio de Janeiro, estabelecida em 1613.[2]
- 1712: O álvara régio cria a Paróquia de Nossa Senhora do Desterro, futura Catedral de Florianópolis.
- 1721: O sistema português de proteção do patrimônio histórico originou-se em álvara régio do rei D. João V, que determinou em 20 de Agosto atribuir à Academia Real da História Portuguesa Eclesiástica, e Secular a incumbência de conservar os monumentos antigos.
- 1756: Em 10 de Setembro, por álvara régio do rei D. José I foi instituída a Companhia Geral da Agricultura das Vinhas do Alto Douro (também chamada Real Companhia Velha).
- 1785: O Alvará de 1785 proibía manufaturas no Brasil.
- 1809: O Estado brasileiro de Santa Catarina foi criado por álvara régio datado de 11 de julho.
- 1844: A freguesia portuguesa de Verride foi elevada à categoria de vila por álvara régio de 17 de Dezembro da rainha D. Maria II.